# 血色月光
《血色月光》（英語：Moonlight，又译：月夜传奇、血色传奇）是一部由Ron Koslow和Trevor Munson创造的美国电视剧，于2007年9月28日至2008年5月16日在哥伦比亚广播公司播出。